# Širk
Širk (arabsky شرك‎, v češtině obvykle překládáno „přidružování (k Bohu)“ nebo volněji „modloslužba“) je v islámu označení pro zavrhované praktikování modloslužby či polyteismu. Širk doslovně znamená partnerství, sdílení či přidružování, ale v terminologii islámu to znamená akt přidružování společníků k Bohu (arabsky الله) v jakékoli formě. Širk je opakem či popřením víry v jedinečnost Boha - tauhídu.

## Širk v Koránu
Korán před širkem opakovaně varuje: "Bůh věru neodpustí, je-li k Němu něco přidružováno, ale odpustí, komu chce, věci jiné, než toto. A kdokoliv přidružuje k Bohu, dopouští se hříchu těžkého." (Korán 4:48). Podle některých historiků se ale v Koránu původně nacházely tzv. satanské verše, které existenci předislámských bohů a tím i polyteismus připouštěly.

## Širk v islámské teologii
Islámská teologie dělí širk na tři kategorie:
1. Širk přidružování ve vládě Boha (rubúbijja) - víra, že na Jeho vládě se podílejí i jiná božstva, duchové, smrtelníci, nebeská tělesa či pozemské předměty. Tato kategorie zahrnuje také přesvědčení, že Bůh neexistuje (ateismus).
2. Širk ve jménech a přívlastcích Boha (asmá wa-sifát) - zahrnuje polidštění, kdy je Bohu přisuzována podoba a vlastnosti lidí a zvířat, a zbožštění, kdy jsou bytostem či věcem dávána Alláhova jména a přívlastky
3. Širk v uctívání Boha (al-'ibáda) - uctívání někoho jiného než Boha (Stvořitele)
  1. Aš-širk al-akbar (velký širk) - zjevná forma modlářství, uctívání jiných bohů
  2. Aš-širk al-asghar (malý širk) - předvádění se (ar-rijá). To znamená praktikování nějaké formy uctívání za tím účelem, aby nás viděli lidé a aby nás chválili.